# أسرار الغابة (مسلسل كرتوني)
أسرار الغابة (بالإيطالية: Il Grande Libro della Natura) (بالإنجليزية: The Great Book of Nature) مسلسلُ رسومٍ متحركةٍ إيطاليَُ المَنْشأ، عُرضَ لأولِ مرةٍ في عاميّ 1999-2000 ودُبْلِجَ المسلسلُ إلى اللغةِ العربيةِ بواسطةِ مركزِ الزُّهْرَةِ، ومِنْ ثُمَّ عُرضَ على قناة سبيس تون. ودُبْلِجَ المسلسلُ إلى العربيةِ مرةً أخرى منْ قِبلِ شركة الرهام وحملَ هذهِ المرةَ اسمَ كتابِ الطبيعة.

## الأصوات العربية

### نسخة مركز الزهرة
- علي القاسم
- زياد الرفاعي
- فاطمة سعد
- آمنة عمر
- بثينة شيا
- أنجي اليوسف
- أيمن السالك
- محمد خير أبو حسون
- عادل أبو حسون
- رأفت بازو
- محمد حداقي
- أسيمة يوسف
- فدوى سليمان
- أمل عمران
- مجد ظاظا
- منصور عبد الرحمن
- هشام كفارنة
- مأمون الفرخ
- بسام ناصر
- أميرة حذيفي
- لويز عبد الكريم
- لونا اسطانم
- حنان شقير
- فاتن عيدو
- آمال سعد الدين

### نسخة الرهام لإنتاج الفني
الأصوات
- فؤاد شمص
- ناجي شامل
- عماد فغالي
- أسمهان بيطار
- عدي رعد
- شادي شمص
- وسن إبراهيم
- باتريك مبارك
- عدي إبراهيم

## وصلات خارجية
- أسرار الغابة على موقع IMDb (الإنجليزية)
- أسرار الغابة على موقع قاعدة بيانات الفيلم (الإنجليزية)